# Bruant maritime (mirabilis)
Ammospiza maritima mirabilis
Sous-espèce
Le Bruant maritime (mirabilis) (Ammospiza maritima mirabilis, anciennement Ammodramus maritimus mirabilis) est une sous-espèce du Bruant maritime (Ammospiza maritima), une espèce d'oiseaux de la famille des Passerellidae. Cette sous-espèce est endémique au sud de la Floride. Les plus vastes populations se trouvent dans le marécage de Taylor du parc national des Everglades et dans le marécage de Big Cypress.
Ces oiseaux mesurent approximativement 13 cm de longueur.